# Allegoria della Fortuna
L'Allegoria della Fortuna è un dipinto a olio su tela (179x217 cm) di Dosso Dossi, databile al 1535-1538 circa e conservato nel Getty Museum di Los Angeles.

## Descrizione e stile
Su uno sfondo scuro si stagliano le due figure simboliche del Caso e della Fortuna. Il primo è un giovane atletico, vestito solo di un drappo rosso bordato d'oro, che è vicino a una coppa con alti manici e sventola con la destra un mazzo di biglietti della lotteria, gioco all'epoca molto diffuso. 
La Fortuna regge la cornucopia, antico attributo della dea Tyche con il quale dispensava abbondanza e fertilità. Essa ha un mantello fluttuante, che indica la sua mutevolezza, e si trova su una grossa bolla, che sembra per scoppiare, altra allusione alla sua instabilità. Indossa inoltre i calzari, simbolo del Fato che decide il destino umano.